# Copa Intercontinental de Fútbol Playa 2017
La Copa Intercontinental de Fútbol Playa 2017 fue la séptima edición del torneo patrocinado por Beach Soccer Worldwide. El torneo se desarrolló del 31 de octubre al 4 de noviembre. El evento reunió a ocho selecciones nacionales provenientes de los cuatro continentes. Brasil fue el campeón defensor y retuvo con éxito su título al vencer a Portugal en la final para reclamar su tercera corona de la Copa Intercontinental.
Después de la Copa Mundial de Beach Soccer de la FIFA, la Copa Intercontinental es el torneo más grande en el calendario internacional actual de fútbol playa. Similar a la Copa FIFA Confederaciones, participaron ocho naciones, con un equipo representando a cada una de las seis confederaciones continentales de fútbol (excepto la OFC), así como a los actuales campeones de la Copa Mundial, Brasil, y los anfitriones, los Emiratos Árabes Unidos.
Este torneo fue el último en un acuerdo firmado entre Beach Soccer Worldwide (BSWW) y el Dubai Sports Council (DSC) en 2012 en el que se acordó que las dos partes organizarían el torneo hasta 2017.

## Formula de disputa
El torneo comenzó con una fase de grupos, jugada en un formato de Todos contra todos. Los primeros y segundos de cada grupo avanzaron a la etapa eliminatoria, en la cual los equipos compitieron en partidas de Eliminación directa, comenzando con las semifinales y terminando con la final. Un tercer partido decisivo también fue disputado por los semifinalistas perdedores. El tercer y cuarto lugar de cada grupo jugaron en una serie de partidos de consolación para decidir del quinto al octavo lugar.

## Participantes
| Equipo                  | Confederación | Participaciones |
| ----------------------- | ------------- | --------------- |
| Emiratos Árabes Unidos1 | AFC           | 7ª              |
| Brasil                  | CONMEBOL      | 6ª              |
| Irán                    | AFC           | 5ª              |
| Egipto                  | CAF           | 3ª              |
| México                  | CONCACAF      | 4ª              |
| Paraguay                | CONMEBOL      | Debut           |
| Rusia                   | UEFA          | 7ª              |
| Portugal                | UEFA          | 3ª              |

1.Calificados como anfitriones, pero también lograron un cupo en el Campeonato de Fútbol Playa de la AFC 2017

## Patrocinadores
Los siguientes fueron los patrocinadores oficiales del torneo:
| - Huawei (patrocinador principal) - Audi - Al Nabooda Automobiles - Havaianas - Pepsi | - Aquafina - Dubai Stars Sportsplex - Pocari Sweat - Havoline - Desert Stallion |

## Fase de grupos

### Grupo A
| Equipo                 | Pts. | PJ | PG | PG+ | PP | GF | GC | Dif. |
| ---------------------- | ---- | -- | -- | --- | -- | -- | -- | ---- |
| Brasil                 | 9    | 3  | 3  | 0   | 0  | 30 | 8  | +22  |
| Portugal               | 4    | 3  | 1  | 1   | 1  | 13 | 14 | -1   |
| Egipto                 | 3    | 3  | 1  | 0   | 2  | 13 | 20 | -7   |
| Emiratos Árabes Unidos | 0    | 3  | 0  | 0   | 3  | 11 | 25 | -14  |

| Fecha                  | Lugar |                        |                                   | Resultado      |                                   |                        |
| ---------------------- | ----- | ---------------------- | --------------------------------- | -------------- | --------------------------------- | ---------------------- |
| 31 de octubre de 2017  | Dubái | Egipto                 | Bandera de Egipto                 | 3:11           | Bandera de Brasil                 | Brasil                 |
| 31 de octubre de 2017  | Dubái | Portugal               | Bandera de Portugal               | 6:4            | Bandera de Emiratos Árabes Unidos | Emiratos Árabes Unidos |
| 1 de noviembre de 2017 | Dubái | Emiratos Árabes Unidos | Bandera de Emiratos Árabes Unidos | 3:4            | Bandera de Egipto                 | Egipto                 |
| 1 de noviembre de 2017 | Dubái | Brasil                 | Bandera de Brasil                 | 4:1            | Bandera de Portugal               | Portugal               |
| 2 de noviembre de 2017 | Dubái | Egipto                 | Bandera de Egipto                 | 6:6 (pen. 1-3) | Bandera de Portugal               | Portugal               |
| 2 de noviembre de 2017 | Dubái | Emiratos Árabes Unidos | Bandera de Emiratos Árabes Unidos | 4:15           | Bandera de Brasil                 | Brasil                 |

### Grupo B
| Equipo   | Pts. | PJ | PG | PG+ | PP | GF | GC | Dif. |
| -------- | ---- | -- | -- | --- | -- | -- | -- | ---- |
| Rusia    | 8    | 3  | 2  | 1   | 0  | 12 | 6  | +6   |
| Irán     | 6    | 3  | 2  | 0   | 1  | 12 | 7  | +5   |
| Paraguay | 3    | 3  | 1  | 0   | 2  | 8  | 11 | -3   |
| México   | 0    | 3  | 0  | 0   | 3  | 7  | 15 | -8   |

| Fecha                  | Lugar |          |                     | Resultado  |                     |          |
| ---------------------- | ----- | -------- | ------------------- | ---------- | ------------------- | -------- |
| 31 de octubre de 2017  | Dubái | Rusia    | Bandera de Rusia    | 6:2        | Bandera de México   | México   |
| 31 de octubre de 2017  | Dubái | Irán     | Bandera de Irán     | 5:2        | Bandera de Paraguay | Paraguay |
| 1 de noviembre de 2017 | Dubái | Paraguay | Bandera de Paraguay | 1:2        | Bandera de Rusia    | Rusia    |
| 1 de noviembre de 2017 | Dubái | México   | Bandera de México   | 1:4        | Bandera de Irán     | Irán     |
| 2 de noviembre de 2017 | Dubái | México   | Bandera de México   | 4:5        | Bandera de Irán     | Paraguay |
| 2 de noviembre de 2017 | Dubái | Irán     | Bandera de Irán     | 3:4 (pró.) | Bandera de Rusia    | Rusia    |

## Rondas de colocación

### Semifinales del quinto al octavo lugar
| 03 de noviembre de 2017 | Egipto                                                                  | 6-5 (a.e.t) (t. s.) | México                                                                   | Marasi Business Bay, Dubái   |                              |
| 16:15                   | Rashed 17' · A. Hassan 17', 24' · Hassan 31' · Moustafa 36' · Gamal 38' | Reporte             | Gallardo 2' (pen.) · Vizcarra 5', 32' · Maldonado 10' · A. Rodríguez 21' | Árbitro(s): Gionni Matticoli | Árbitro(s): Gionni Matticoli |

| 03 de noviembre de 2017 | Paraguay  | 1-4     | Emiratos Árabes Unidos                       | Marasi Business Bay, Dubái               |                                          |
| 17:30                   | Rolon 25' | Reporte | Alkaabi 14', 34' · Hasham 21' · A. Beshr 36' | Árbitro(s): Raúl Martín González Francés | Árbitro(s): Raúl Martín González Francés |

### Disputa del séptimo lugar
| 04 de noviembre de 2017 | México | 0-3     | Paraguay                      | Marasi Business Bay, Dubái   |                              |
| 16:15                   |        | Reporte | Carballo 6', 23' · B. Roa 27' | Árbitro(s): Viktor Listratov | Árbitro(s): Viktor Listratov |

### Disputa del quinto lugar
| 04 de noviembre de 2017 | Egipto       | 1-2     | Emiratos Árabes Unidos     | Marasi Business Bay, Dubái |                        |
| 17:30                   | Moustafa 28' | Reporte | A. Ali 24' · Ali Karim 35' | Árbitro(s): Shao Liang     | Árbitro(s): Shao Liang |

## Fase final

### Semifinales
| 03 de noviembre de 2017 | Rusia                         | 2-3     | Portugal                                 | Marasi Business Bay, Dubái   |                              |
| 18:45                   | Chuzhkov 12' · Paporontyi 16' | Reporte | Bruno Novo 9' · Andrade 27' · Jordan 35' | Árbitro(s): Ingilab Mammadov | Árbitro(s): Ingilab Mammadov |

| 03 de noviembre de 2017 | Brasil                                                                                | 6-4     | Irán                            | Marasi Business Bay, Dubái |                           |
| 20:00                   | Datinha 4', 15' · Bokinha 12' · Filipe 14' · Bruno Xavier 20' (pen.) · Mauricinho 34' | Reporte | Nazem 11' · Kiani 20', 30', 33' | Árbitro(s): Yuichi Hatano  | Árbitro(s): Yuichi Hatano |

### Disputa del tercer lugar
| 04 de noviembre de 2017 | Rusia                       | 2-4     | Irán                                                     | Marasi Business Bay, Dubái    |                               |
| 18:45                   | Nikonorov 17' · Romanov 29' | Reporte | Behzadpour 20' · Ahmadzadeh 22' · Moradi 28' · Kiani 36' | Árbitro(s): Ebrahim Almansory | Árbitro(s): Ebrahim Almansory |

### Final
| 04 de noviembre de 2017 | Portugal | 0-2     | Brasil                   | Marasi Business Bay, Dubái   |                              |
| 20:00                   |          | Reporte | Bokinha 17' · Filipe 20' | Árbitro(s): Gionni Matticoli | Árbitro(s): Gionni Matticoli |

|                              |
| Campeón Brasil Tercer título |

## Goleadores
| 8 goles - Jordan Santos | 7 goals - Rodrigo - Bruno Xavier | 6 goles - Lucas - Carlo Carballo | 5 goles - Mohammad Ahmadzadeh - Bokinha | 4 goles - Mostafa Kiani - Datinha - Haitham Mohamed - Hasham Almuntaser - Mohamed Gamal Hassan - Boris Nikonorov - Ramón Maldonado - Elhusseini Taha Rashed Aly |

## Clasificación final
| Pos.              | Equipo                 |
| ----------------- | ---------------------- |
| Medalla de oro    | Brasil                 |
| Medalla de plata  | Portugal               |
| Medalla de bronce | Irán                   |
| 4                 | Rusia                  |
| 5                 | Emiratos Árabes Unidos |
| 6                 | Egipto                 |
| 7                 | Paraguay               |
| 8                 | México                 |